# Prologus Arminensis

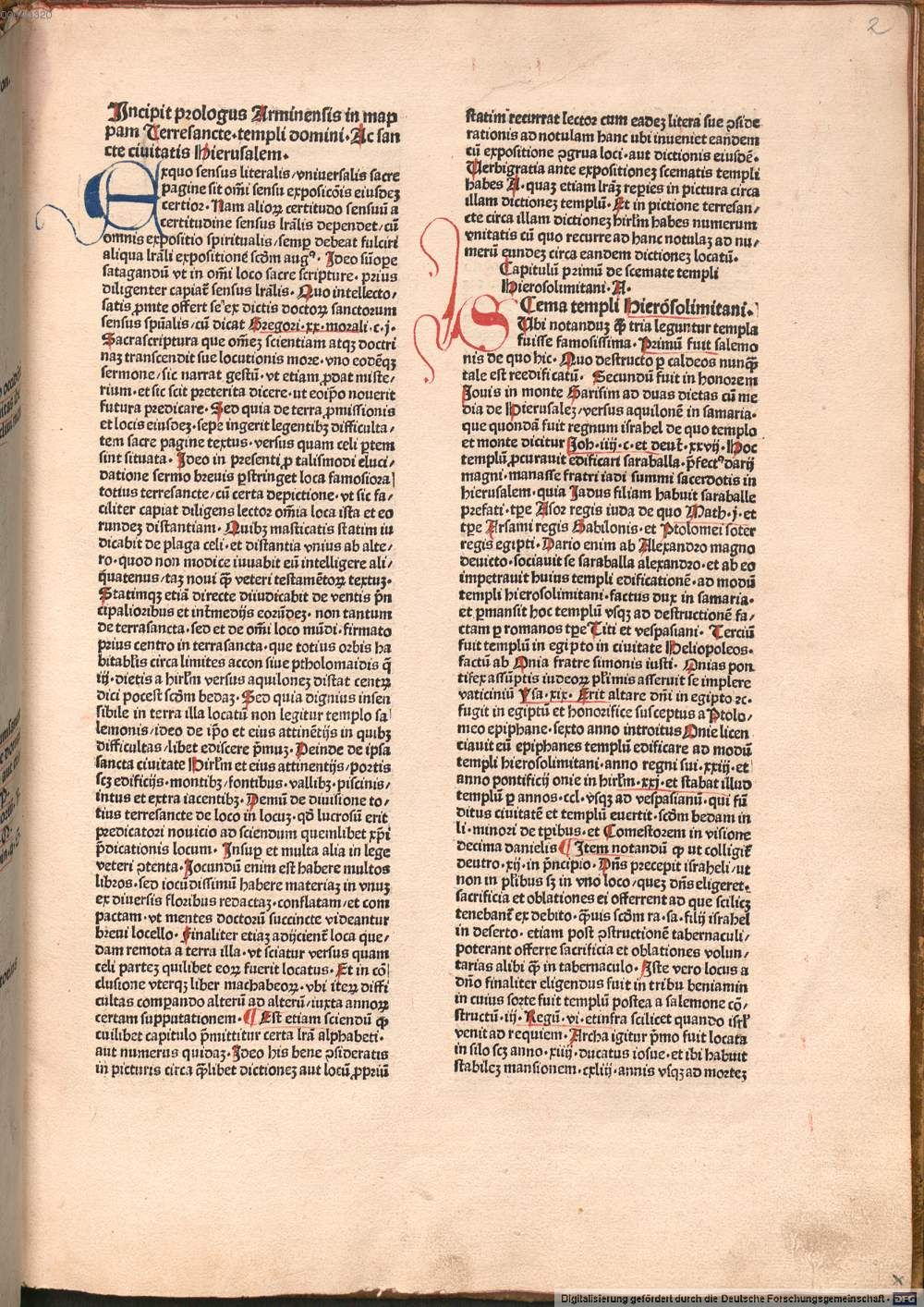
Anfang des Prologus, Digitalisat des Münchner Exemplars

Prologus Arminensis (vollständig: [Incipit] Prologus Arminensis in mappam Terresancte Templi Domini Ac sancte ciuitatis Hierusalem, nach dem Incipit auf Blatt 2r; auch: Tractatulus totius sacrae historiae elucidativus nach dem Kolophon) ist eine in lateinischer Sprache verfasste Inkunabel mit der ersten gedruckten Beschreibung des Heiligen Landes und insbesondere Jerusalems. Nach allgemeiner Auffassung wurde sie um 1478 von Lucas Brandis in Lübeck veröffentlicht.

## Aufbau und Inhalt

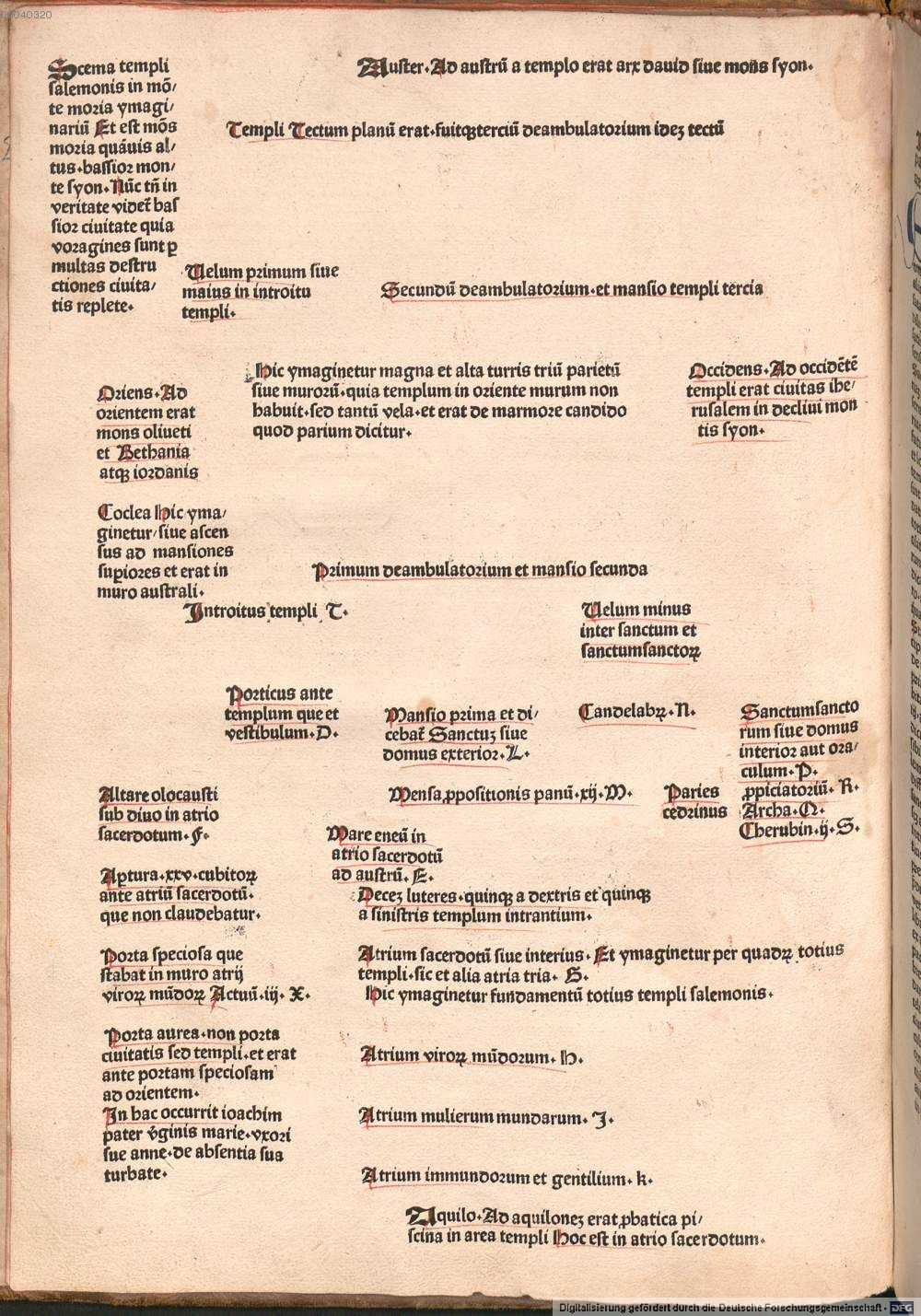
Schema des Salomonischen Tempels

Nur wenige Jahre nach dem monumentalen Rudimentum Novitiorum (1475), das die erste gedruckte Karte des Heiligen Landes enthielt, veröffentlichte Brandis auf 30 Folio-Blättern (mit einem Ochsenkopf als Wasserzeichen) zu je 58 Zeilen in zwei Spalten (ohne Kustoden oder Paginierung) die erste gedruckte Einzelbeschreibung des Tempels, der Stadt Jerusalem und der Stätten im Heiligen Land. Mit Ausnahme einiger Rubrizierungen ist der Band schmucklos. Die Karten im Prologus sind stumme Karten, die nur kartenartig angeordneten Text, aber keine Zeichnungen enthalten: Den Band eröffnet auf Blatt 1v ein Scema des Salomonischen Tempels. Auf Blatt 6v ist eine ebenso stumme Karte Jerusalems abgedruckt, und auf einem Doppelblatt 11r/12v eine gleichartige Übersicht des ganzen Heiligen Landes. Nach einer kurzen Einleitung, dem eigentlichen Prologus auf Blatt 2r, folgt zunächst die Beschreibung des Tempels in 25 kurzen Capitula, dann ab Blatt 7r die Beschreibung Jerusalems in 39 Abschnitten, beginnend mit dem Kalvarienberg und endend mit Bethphage, einem Ort am Ölberg. Ab Blatt 10v weitet sich der Blick auf andere Ortschaften des Heiligen Landes, die in 150 kurzen Abschnitten beschrieben werden, endend mit Ägypten auf Blatt 25r. In allen drei Teilen korrespondiert jeweils die Nummer des Kapitels mit der Nummer, die dem Ort auf der Übersichtskarte beigegeben ist. Es folgt ein Fasciculus (cap. CLI–CLXV, Blatt 25r-29r) über die schwierige Chronologie im 1. und 2. Buch der Makkabäer mit Hinweisen auf ihre Harmonisierung. Angefügt ist ein Register und auf Blatt 30r ein Kolophon, das eine Art Zusammenfassung liefert, jedoch weder Drucker noch Ort oder Datum nennt.

## Bedeutung
Das Werk diente nicht in erster Linie der geografischen Information in unserem heutigen Verständnis, sondern wie viele vergleichbare Schriften und Karten als Orientierungshilfe für die Lokalisierung von Orten biblischer Geschichte und damit der Heilsgeschichte. Ziel war eine systematisch angelegte, möglichst umfassende
Darstellung des Heiligen Landes, die jungen Predigern ein Gefühl für die Lokalisierung der Orte und für die Distanzen vermitteln sollte. Es war damit sowohl ein Hilfsmittel zum Bibelstudium als auch ein Erbauungsbuch. So wird auch auf Blatt 2v die Belebung der Andacht und des Verständnisses der biblischen Texte als Ziel des Buches angegeben. Der Prologus steht in einer Tradition, die bis auf Eusebius von Caesareas Onomasticon zurückreicht. Als seine Hauptquelle gilt die Beschreibung des Heiligen Landes von Burchardus de Monte Sion in der Form, wie sie im ebenfalls bei Brandis 1575 gedruckten Rudimentum novitiorum vorlag. Aber auch eigene Anschauung, wohl von einer Pilgerreise, wird mitunter sichtbar, zumal der Verfasser die Entfernungen in deutschen Meilen (miliaria teutonicalia) angibt. In Lübeck steht die Entstehung dieses literarischen Werkes in engem Zusammenhang mit dem Bau des Lübecker Kreuzwegs nach der Rückkehr des Ratsherrn Hinrich Constin von einer Wallfahrt ins Heilige Land 1468.

## Verfasserfrage
1798 nahm Paul Jakob Bruns an, dass ein c. 1460 aus Palästina heimgekehrter westfälischer Kleriker das Werk verfasst habe.
Wilhelm Anton Neumann vertrat 1885 die bis heute oft rezipierte These, dass Hermann von Sina, der Lesemeister des Lübecker Dominikanerklosters, als der Verfasser anzusehen sei, womit auch das Arminensis geklärt wäre.
Karl von Stern hingegen vermutete 1903 den Priester Johannes von dem Berge, der urkundlich schon 1467 in Lübeck als Michaelisfrater (Brüder vom gemeinsamen Leben) nachweisbar ist. Er kaufte für seinen Lebensabend von Steffen Arndes dessen Nebengebäude in der Königstraße, in dem er 1495 auch starb.

## Überlieferung
Erstmals beschrieben wurde die Inkunabel 1798 von Paul Jakob Bruns. Ihm lag dabei ein Exemplar vor, das dem Benediktinerkloster Clus gehört hatte und von dort in die Bibliothek der Universität Helmstedt (Bibliotheca Julia) gekommen war; heute befindet es sich in der Herzog August Bibliothek in Wolfenbüttel.
1885 ließ die „Société de l’Orient latin“, die 1875 von Paul Riant gegründet worden war, in Genf ein Lichtdruck-Faksimile nach dem Exemplar der Bayerischen Staatsbibliothek (Inc T-407) in einer Auflage von 100 Exemplaren anfertigen und durch den Wiener Professor Pater Wilhelm Anton Neumann herausgeben. Im Zusammenhang dieser Ausgabe wurde eine erste Zusammenstellung der erhaltenen Exemplare angefertigt, deren Anzahl seinerzeit mit 13 angegeben wurde. In der Lübecker Stadtbibliothek befanden sich damals drei schöne Exemplare ..., zwei in Sammelbänden und ein einzelnes mit breitem Rand und mit einigen gleichzeitigen schwierig zu lesenden handschriftlichen Zusätzen. Das letztere Exemplar wurde jedoch kurz darauf auf höhere Weisung im Austausch für eins der Faksimileexemplare als Dublette ausgesondert und an die Société abgegeben. Es galt danach als nicht mehr zu erfragen, kam aber offenbar 1899 mit der Privatsammlung des Grafen in die Houghton Bibliothek der Harvard University, wo es sich noch heute befindet. Die anderen Lübecker Exemplare wurden im Zweiten Weltkrieg in eine Salzgrube nach Sachsen-Anhalt ausgelagert und danach als Beutekunst in die Sowjetunion verschleppt, wo eins davon in der St. Petersburger Bibliothek lokalisiert werden konnte. Dafür erhielt die Lübecker Stadtbibliothek das Exemplar der Kirchenbibliothek der Nicolaikirche in Mölln zum 375. Jubiläum 1997 als Dauerleihgabe.
Der Incunabula Short Title Catalogue weist neben den schon erwähnten weitere Exemplare nach, und zwar in Deutschland in Barth (Bibliothek der Marienkirche); Staatsarchiv Bückeburg (als Dauerleihgabe des Ratsgymnasiums Stadthagen), Stadtbibliothek Hannover, Universitätsbibliothek Kiel (aus dem Kloster Bordesholm, angebunden an Typ. Bord. 20); Ratsbücherei Lüneburg. In den Niederlanden gibt es ein Exemplar in Middelburg, in der Dänischen Königlichen Bibliothek in Kopenhagen, in der Universitätsbibliothek Uppsala (aus Braunsberg) und in der Prager Tschechischen Nationalbibliothek. In den USA findet sich das Werk neben Harvard auch in der Morgan Library in New York City.

### Digitalisate
- Digitalisat des Exemplars der Bayerischen Staatsbibliothek (BSB-Inc T-407)
- Digitalisat des Exemplars der Universitätsbibliothek Kiel aus dem Kloster Bordesholm (Typ. Bord. 20)

### Faksimile
- Anonymi Lubecensis ut videtur Hermanni Sinae ord. Praed. Prologus Arminensis in Mappam Terrae Sanctae Lubecae ante annum 1480 impressus, quem viduae Gillot arte heliographica redditum sumptibus Societatis illustrandis Orientis Latini monumentis B. P. Guillelmus Antonius Neumann ord. Cist. S. theol. Doctor ejusdemque in Caesarea Vindobonensi Universitate Professor praefatione omabat. Genevae, Typis J. G. Fick, 1885, fol. max. (Digitalisat des Exemplars der Bibliothèque nationale de France)